# Храми Вишгорода
Християнські Храми Вишгорода

## Греко-католицькі
| Назва                          | Роки спорудження | Розташування            | Фото | Короткі відомості |
| Собор Вишгородської Богородиці | 1991—2003 рр.    | провулок Старосільський |      |                   |

## Православні
| Назва                        | Конфесія | Роки спорудження             | Розташування                    | Фото | Короткі відомості |
| Церква Святих Бориса і Гліба | УПЦ МП   | відбудований у 1992—1998 рр. | вулиця Петра Калнишевського, 58 |      |                   |
| Церква Святого Володимира    | УПЦ КП   | 1994—2006 рр.                | проспект Шевченка, 5            |      |                   |

## Протестантські
| Назва              | Конфесія       | Роки спорудження     | Розташування     | Фото             | Короткі відомості |
| Церква Бога Живого | П'ятидесятники | поч. 1990-х-2006 рр. | вулиця Шолуденка | [[Файл:\|120px]] |                   |

## Виноски
1. ↑  проте всередині храму роботи ще тривають